# L'Enfant des Sept Mers
L'Enfant des Sept Mers est un roman de Paul-Loup Sulitzer, qui relate l'histoire d'un jeune aventurier et pirate, Kaï O'Hara, dans l’Asie du début du XXe siècle.

## Résumé
Kaï O'Hara, quinze ans, s'évade de son internat à Saïgon, pour partir à la recherche de son grand-père Cerpelaï Gila (« la mangouste folle ») et sa goélette le Nan Shan. Kaï sait à peine lire et écrire, mais il parle une trentaine de langues et il est astucieux.
Après avoir rejoint Singapour seul et à pied pour la plus grande partie du voyage, il apprend de sa grand-mère que son grand-père se trouve à Bornéo. Là-bas, il le retrouve malade de la lèpre et au bord de la mort.
Il repart de Bornéo avec le Nan Shan et son équipage d'Ibans coupeurs de têtes, parmi lesquels l'Oncle Ka. S'ensuit une série d'aventures à travers toute l'Asie.